# Qintang (sockenhuvudort i Kina, Zhejiang Sheng, lat 29,71, long 119,56)
Qintang (kinesiska: 钦堂乡) är en sockenhuvudort i Kina. Den ligger i provinsen Zhejiang, i den östra delen av landet, omkring 83 kilometer sydväst om provinshuvudstaden Hangzhou. Antalet invånare är 7 344. Befolkningen består av 3 638 kvinnor och 3 706 män. Barn under 15 år utgör 12,0 %, vuxna 15-64 år 74 %, och äldre över 65 år 12,0 %.
Runt Qintang är det ganska tätbefolkat, med 199 invånare per kvadratkilometer. Närmaste större samhälle är Fuchunjiang, 7,9 km öster om Qintang. I omgivningarna runt Qintang växer i huvudsak blandskog.
Genomsnittlig årsnederbörd är 2 207 millimeter. Den regnigaste månaden är juni, med i genomsnitt 474 mm nederbörd, och den torraste är januari, med 82 mm nederbörd.